# Silene balcanica
Silene balcanica là loài thực vật có hoa thuộc họ Cẩm chướng. Loài này được (Urum.) Hayek miêu tả khoa học đầu tiên năm 1924.